# NBA Draft 2021
De NBA Draft 2021 was de 75e editie van de jaarlijkse NBA Draft waarmee potentiële kandidaat NBA-basketballers worden gekozen door de verschillende clubs uit de NBA. Om de beurt worden er dan spelers gekozen uit een selectie van Amerikaanse amateurspelers uit de verschillende colleges en internationale spelers. De draft werd gehouden op 29 juli 2021 in het Barclays Center in Brooklyn. De eerste ronde werd uitgezonden door ABC en de hele draft door ESPN. Cade Cunningham werd als eerste gekozen door de Detroit Pistons. Tussen de 14e en 15e pick werd Terrence Clarke postuum gekozen, hij overleed een paar maanden eerder in een verkeersongeval. De Belg Vrenz Bleijenbergh stelde zich kandidaat in deze draft maar werd niet verkozen.

## Draft
| Ronde | Pick | Speler                 | Positie | Nationaliteit | Team                  | School / Club                |
| ----- | ---- | ---------------------- | ------- | ------------- | --------------------- | ---------------------------- |
| 1     | 1    | Cade Cunningham        | PG/SG   | USA           | Detroit Pistons       | Oklahoma State Cowboys       |
| 1     | 2    | Jalen Green            | SG      | USA           | Houston Rockets       | G League Ignite              |
| 1     | 3    | Evan Mobley            | PF/C    | USA           | Cleveland Cavaliers   | USC Trojans                  |
| 1     | 4    | Scottie Barnes         | PF/SF   | USA           | Toronto Raptors       | Florida State Seminoles      |
| 1     | 5    | Jalen Suggs            | PG      | USA           | Orlando Magic         | Gonzaga Bulldogs             |
| 1     | 6    | Josh Giddey            | PG/SG   | AUS           | Oklahoma City Thunder | Adelaide 36ers               |
| 1     | 7    | Jonathan Kuminga       | SF      | COD           | Golden State Warriors | G League Ignite              |
| 1     | 8    | Franz Wagner           | SF      | GER           | Orlando Magic         | Michigan Wolverines          |
| 1     | 9    | Davion Mitchell        | PG      | USA           | Sacramento Kings      | Baylor Bears                 |
| 1     | 10   | Ziaire Williams        | SF      | USA           | New Orleans Pelicans  | Stanford Cardinal            |
| 1     | 11   | James Bouknight        | SG      | USA           | Charlotte Hornets     | UConn Huskies                |
| 1     | 12   | Joshua Primo           | SG      | CAN           | San Antonio Spurs     | Alabama Crimson Tide         |
| 1     | 13   | Chris Duarte           | SG      | DOM           | Indiana Pacers        | Oregon Ducks                 |
| 1     | 14   | Moses Moody            | SG      | USA           | Golden State Warriors | Arkansas Razorbacks          |
|       |      | Terrence Clarke        | SG      | USA           | Postuum gedraft       | Kentucky Wildcats            |
| 1     | 15   | Corey Kispert          | SF      | USA           | Washington Wizards    | Gonzaga Bulldogs             |
| 1     | 16   | Alperen Şengün         | C       | TUR           | Oklahoma City Thunder | Beşiktaş JK                  |
| 1     | 17   | Trey Murphy III        | SF      | USA           | Memphis Grizzlies     | Virginia Cavaliers           |
| 1     | 18   | Tre Mann               | PG      | USA           | Oklahoma City Thunder | Florida Gators               |
| 1     | 19   | Kai Jones              | C       | BAH           | New York Knicks       | Texas Longhorns              |
| 1     | 20   | Jalen Johnson          | SF      | USA           | Atlanta Hawks         | Duke Blue Devils             |
| 1     | 21   | Keon Johnson           | SG      | USA           | New York Knicks       | Tennessee Volunteers         |
| 1     | 22   | Isaiah Jackson         | C/PF    | USA           | Los Angeles Lakers    | Kentucky Wildcats            |
| 1     | 23   | Usman Garuba           | PF/C    | ESP           | Houston Rockets       | Real Madrid Baloncesto       |
| 1     | 24   | Josh Christopher       | SG      | USA           | Houston Rockets       | Arizona State Sun Devils     |
| 1     | 25   | Quentin Grimes         | SG      | USA           | Los Angeles Clippers  | Houston Cougars              |
| 1     | 26   | Nah'Shon Hyland        | SG/PG   | USA           | Denver Nuggets        | VCU Rams                     |
| 1     | 27   | Cameron Thomas         | SG      | USA           | Brooklyn Nets         | LSU Tigers                   |
| 1     | 28   | Jaden Springer         | SG      | USA           | Philadelphia 76ers    | Tennessee Volunteers         |
| 1     | 29   | Day'Ron Sharpe         | C       | USA           | Phoenix Suns          | North Carolina Tar Heels     |
| 1     | 30   | Santi Aldama           | PF/C    | ESP           | Utah Jazz             | Loyola Greyhounds            |
| 2     | 31   | Isaiah Todd            | PF      | USA           | Milwaukee Bucks       | G League Ignite              |
| 2     | 32   | Jeremiah Robinson-Earl | PF/C    | USA           | New York Knicks       | Villanova Wildcats           |
| 2     | 33   | Jason Preston          | PG      | USA           | Orlando Magic         | Ohio Bobcats                 |
| 2     | 34   | Rokas Jokubaitis       | PG      | LTU           | Oklahoma City Thunder | BC Žalgiris Kaunas           |
| 2     | 35   | Herbert Jones          | SF      | USA           | New Orleans Pelicans  | Alabama Crimson Tide         |
| 2     | 36   | Miles McBride          | PG      | USA           | Oklahoma City Thunder | West Virginia Mountaineers   |
| 2     | 37   | JT Thor                | PF      | USA           | Detroit Pistons       | Auburn Tigers                |
| 2     | 38   | Ayo Dosunmu            | PG      | USA           | Chicago Bulls         | Illinois Fighting Illini     |
| 2     | 39   | Neemias Queta          | C       | POR           | Sacramento Kings      | Utah State Aggies            |
| 2     | 40   | Jared Butler           | SG      | USA           | New Orleans Pelicans  | Baylor Bears                 |
| 2     | 41   | Joe Wieskamp           | SF      | USA           | San Antonio Spurs     | Iowa Hawkeyes                |
| 2     | 42   | Isaiah Livers          | SF      | USA           | Detroit Pistons       | Michigan Wolverines          |
| 2     | 43   | Greg Brown             | PF      | USA           | New Orleans Pelicans  | Texas Longhorns              |
| 2     | 44   | Kessler Edwards        | SF      | USA           | Brooklyn Nets         | Pepperdine Waves             |
| 2     | 45   | Juhann Begarin         | SG      | FRA           | Boston Celtics        | Paris Basketball             |
| 2     | 46   | Dalano Banton          | PG      | CAN           | Toronto Raptors       | Nebraska Cornhuskers         |
| 2     | 47   | David Johnson          | SG      | USA           | Toronto Raptors       | Louisville Cardinals         |
| 2     | 48   | Sharife Cooper         | PG      | USA           | Atlanta Hawks         | Auburn Tigers                |
| 2     | 49   | Marcus Zegarowski      | PG      | USA           | Brooklyn Nets         | Creighton Bluejays           |
| 2     | 50   | Filip Petrušev         | C       | SRB           | Philadelphia 76ers    | KK Mega Basket               |
| 2     | 51   | Brandon Boston Jr.     | SG      | USA           | Memphis Grizzlies     | Kentucky Wildcats            |
| 2     | 52   | Luka Garza             | C       | USA           | Detroit Pistons       | Iowa Hawkeyes                |
| 2     | 53   | Charles Bassey         | C       | NGR           | Philadelphia 76ers    | Western Kentucky Hilltoppers |
| 2     | 54   | Sandro Mamukelashvili  | C       | GEO           | Indiana Pacers        | Seton Hall Pirates           |
| 2     | 55   | Aaron Wiggins          | SG      | USA           | Oklahoma City Thunder | Maryland Terrapins           |
| 2     | 56   | Scottie Lewis          | SG      | USA           | Charlotte Hornets     | Florida Gators               |
| 2     | 57   | Balša Koprivica        | C       | SRB           | Charlotte Hornets     | Florida State Seminoles      |
| 2     | 58   | Jericho Sims           | PF      | USA           | New York Knicks       | Texas Longhorns              |
| 2     | 59   | RaiQuan Gray           | PF      | USA           | Brooklyn Nets         | Florida State Seminoles      |
| 2     | 60   | Georgios Kalaitzakis   | SF      | GRE           | Indiana Pacers        | Panathinaikos BC             |

1947 · 1948 · 1949 · 1950 · 1951 · 1952 · 1953 · 1954 · 1955 · 1956 · 1957 · 1958 · 1959 · 1960 · 1961 · 1962 · 1963 · 1964 · 1965 · 1966 · 1967 · 1968 · 1969 · 1970 · 1971 · 1972 · 1973 · 1974 · 1975 · 1976 · 1977 · 1978 · 1979 · 1980 · 1981 · 1982 · 1983 · 1984 · 1985 · 1986 · 1987 · 1988 · 1989 · 1990 · 1991 · 1992 · 1993 · 1994 · 1995 · 1996 · 1997 · 1998 · 1999 · 2000 · 2001 · 2002 · 2003 · 2004 · 2005 · 2006 · 2007 · 2008 · 2009 · 2010 · 2011 · 2012 · 2013 · 2014 · 2015 · 2016 · 2017 · 2018 · 2019 · 2020 · 2021 · 2022 · 2023 · 2024